# Hiroo
Hiroo (jap. 広尾町 Hiroo-chō) – miasto w Japonii, w prefekturze Hokkaido, w podprefekturze Tokachi. Według danych na rok 2020 miejscowość zamieszkiwało 6 563 mieszkańców , a gęstość zaludnienia wyniosła 10,7 os./km².